# كازانوفا إلفو
كازانوفا إلفو هي بلدية في مقاطعة فرشيلي التابعة لإقليم بييمونتي الإيطالي، تقع على بعد حوالي 60 كيلومتر (37 ميل) إلى الشمال الشرقي من مدينة تورينو وحوالي 13 كيلومتر (8 ميل) إلى الشمال الغربي من فيرتشيلي.
تقع كازانوفا إلفو على حدود البلديات التالية: كولوبيانو، فورميليانا، أولشيننغو، سان جرمانو فيرسيلسي، سانثيا، فيلاربويت.

## السكان
في سنة 1861 بلغ عدد السكان 848 نسمة، وتطور العدد ليصل في سنة 2011 لـ 265 نسمة.
يظهر هذا المخطط البياني تطور النمو السكاني لـ كازانوفا إلفو